# Pojejena
Pojejena (en hongrois : Alsópozsgás) est une commune roumaine située dans le județ de Caraș-Severin.